# Картура
Картура (итал. Cartura) — коммуна в Италии, располагается в провинции Падуя области Венеция.
Население составляет 4075 человек, плотность населения составляет 255 чел./км². Занимает площадь 16 км². Почтовый индекс — 35025. Телефонный код — 049.
В коммуне 15 августа особо празднуется Успение Пресвятой Богородицы.